# USS Doris Miller (CVN-81)
El USS Doris Miller (CVN-81) será el cuarto portaviones de propulsión nuclear de la clase Gerald R. Ford que será entregado a la Armada de los Estados Unidos. Será el segundo buque de la armada de los Estados Unidos en recibir el nombre de  Doris Miller. Está programado para ser puesto en grada en 2023, botado en 2028 y puesto en servicio en 2030.

## Nombre

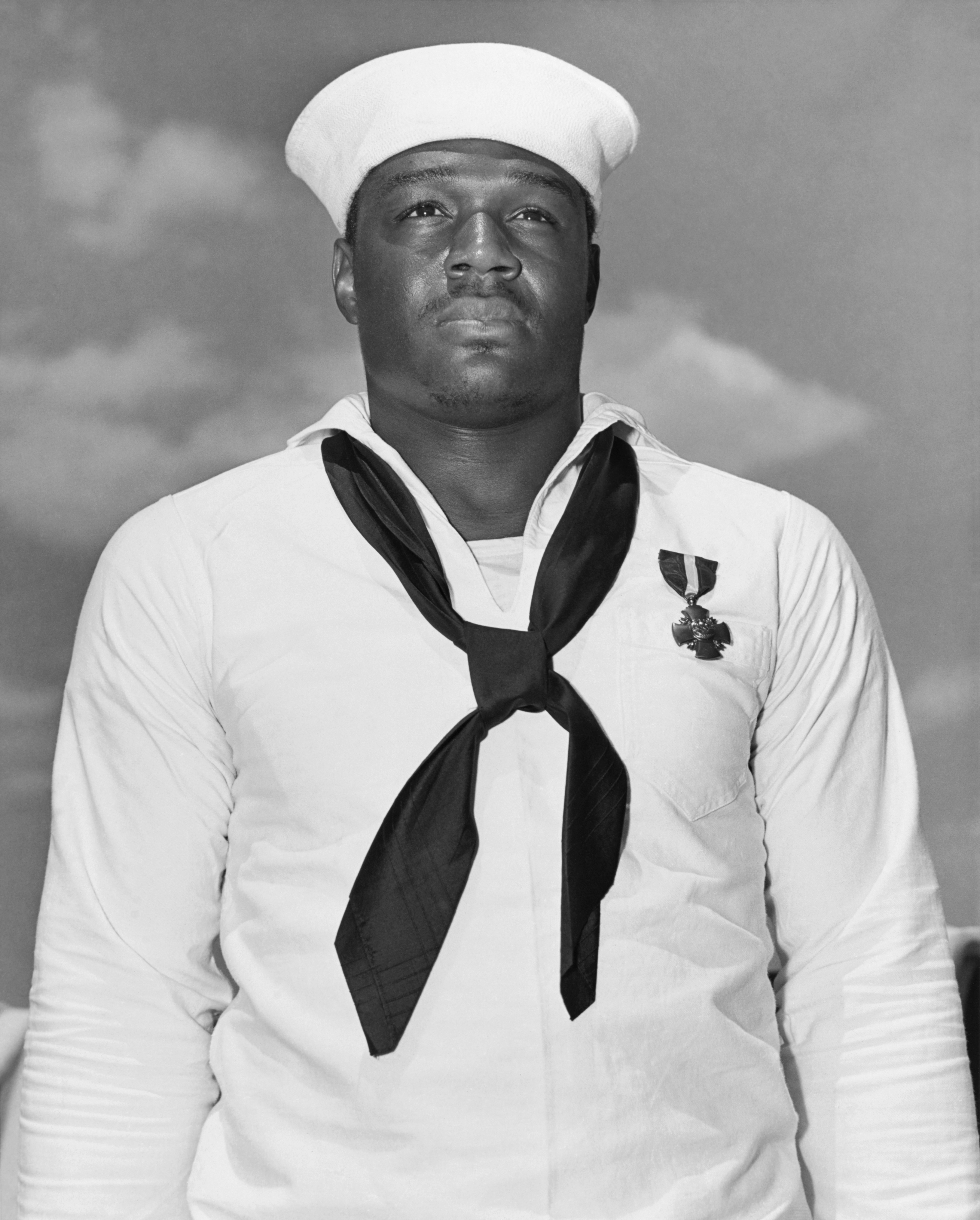
Doris Miller condecorado con la Cruz de la Armada por el heroísmo demostrado durante el ataque a Pearl Harbor en 1941

El barco honrará al ayudante de cocina Doris Miller, quien recibió la Cruz de la Armada por sus acciones durante el ataque a Pearl Harbor. Será la segunda nave nombrada en su honor, la primera fue el destructor de escolta USS Miller (FF-1091).

## Construcción
El 25 de agosto de 2021, con la asistencia de seis miembros de la familia de Doris Miller, la Marina llevó a cabo la ceremonia First Cut of Steel en Newport News Shipbuilding, lo que marcó el inicio formal de la construcción del cuarto portaaviones de la clase Ford.